# Comitatul Harrison, Virginia de Vest
Comitatul Harrison (în engleză Harrison County) este un comitat din statul Virginia de Vest, Statele Unite ale Americii.

## Demografie
|  | Graficele sunt indisponibile din cauza unor probleme tehnice. Mai multe informații se găsesc la Phabricator și la wiki-ul MediaWiki. |

Date: Wikidata - grafică realizată de Wikipedia
Format:Comitatul Harrison, Virginia de Vest